# Johann Salomo Semler
Johann Salomo Semler (Saalfeld/Saale, 18 de dezembro de 1725 – 14 de março de 1791) foi um teólogo, historiador e comentarista bíblico alemão. É em suas obras que se encontra uma das primeiras menções à expressão liberalis theologia, ou teologia liberal.

## Carreira
Semler, portando uma rara sutileza de raciocínio, dotado de rica erudição e sem nenhum desejo de se separar do cristianismo, minou quase todos os suportes da teologia da igreja alemã. Ele fez isso lançando dúvidas sobre a genuinidade dos escritos bíblicos, estabelecendo uma teoria de inspiração e acomodação que admitia a presença de erros, mal-entendidos e "fraudes piedosas" nas Escrituras. Seu estilo de exposição colocava de lado tudo o que não era atraente nas Escrituras do Novo Testamento como “resquícios de judaísmo”. Ele realizou um tratamento crítico da história da igreja e de suas doutrinas, representando-as como resultado de erros, equívocos e violência. Autor prolífico, deixou nada menos que 171 escritos.

## Publicações
- Paraphrasis Epistolae ad Romanos cum Notis, Translatione Vetusta et Dissertatione de Appendice Cap. XV. XVI Halae Magdeburgicae, impensis Carol. Hermann, Hemmerde. 1769
- Erleuterung der egyptischen Altertümer, durch Uebersetzung der Schrift Plutarchs von der Isis und dem Osiris und der Nachricht von Egypten aus Herodots zweitem Buch mit beigefügten Anmerckungen. Nebst einer Vorrede Sieg. Jacob Baumgartens. Korn, Breslau e Leipzig 1748 (Universitätsbibliothek Heidelberg).
- Versuch einer nähern Anleitung zu nützlichem Fleisse in der ganzen Gottesgelersamkeit für angehende Studiosos Theologiae. Incluida e ed. por Dirk Fleischer. Reimpressão da edição Halle, Gebauer, 1757 (= Conhecimento e Crítica 23). Spenner, Waltrop 2001 (Vol. 1: ISBN 3-933688-54-X; Vol. 2: ISBN 3-933688-55-8; Vol. 3: ISBN 3-933688-56-6)
- Versuch, den Gebrauch der Quellen in der Staats- und Kirchengeschichte der mitlern Zeiten zu erleichtern. Neu hrsg. und eingel. von Dirk Fleischer. Reimpressão da edição Halle, Gebauer, 1761 (= Wissen e Kritik 5). Spenner, Waltrop 1996 ISBN 3-927718-24-6.
- Abhandlung von freier Untersuchung des Canon, 4 Bde., 1771–1775 (ed. por Heinz Scheible, textos sobre a igreja e a história teológica 5, Gütersloher Verlagshaus Mohn, Gütersloh 2ª edição 1980, 94 páginas, ISBN 3-579-04430-3).
- Sammlungen von Briefen und Aufsätzen über die Gaßnerischen und Schöpferischen Geisterbeschwörungen. Mit eigenen vielen Anmerkungen. Ed. e inserido. por Dirk Fleischer. 2 vols Reimpressão da edição Halle 1776 (= Knowledge and Criticism 21). Spenner, Waltrop 2004 (Parte 1: ISBN 3-933688-33-7; Parte 2: ISBN 3-933688-34-5).
- Vorrede und Anhang zu: Versuch einer biblischen Dämonologie, oder Untersuchung der Lehre der heiligen Schrift vom Teufel und seiner Macht por Otto Justus Basilius Hesse. nova ed. e com um verso introdutório. por Dirk Fleischer. Reimpressão da edição Halle, Hemmerde, 1776 (= Wissen und Kritik 15). Spenner, Waltrop 1998 ISBN 3-933688-07-8
- Beantwortung der Fragmente eines Ungenanten insbesondere vom Zweck Jesu und seiner Jünger. nova ed. e com um verso introdutório. por Dirk Fleischer. Reimpressão da edição Halle 1779 (= Wissen und Kritik 25). Spenner, Waltrop 2003 ISBN 3-89991-004-4.
- Christologie und Soteriologie. Mit Einleitung, Kommentar und Register. Editado por Gottfried Hornig e Hartmut R. Schulz. Neudr. da "Preparação para a Tarefa Real Britânica da Deidade de Cristo", Halle, Gebauer, 1787. Königshausen & Neumann, Würzburg 1990 ISBN 3-88479-469-8.
- Hugo Farmers Versuch über die Dämonischen des Neuen Testamentes. Traduzido do inglês por LFA von Cölln, juntamente com um prefácio de D. Joh. Sa. Semlers. Reimpressão da edição de Bremen e Leipzig de 1776. Apresentado e reeditado por Dirk Fleischer (= Wissen und Kritik Vol. 18). Waltrop 2000, ISBN 3-933688-21-3.
- Hugo Farmers Briefe an D. Worthington über die Dämonischen in den Evangelien. Com aditamentos e prefácio para melhorar o conceito de inspiração, de D. Joh. Sal. Semler. Recentemente editado e apresentado por Dirk Fleischer, reimpressão da edição Halle 1783 (= Wissen und Kritik, Vol. 20). Waltrop 2000, ISBN 3-933688-24-8.
- Ueber historische, gesellschaftliche und moralische Religion der Christen (1786). Com suplementos, editados, comentados e apresentados por Dirk Fleischer, (HISTORY OF RELIGIONS OF THE EARLY NEW TIME, Volume 10), Nordhausen 2009. ISBN 978-3-88309-539-4.
- Neue Versuche die Kirchenhistorie der ersten Jahrhunderte mehr aufzuklären (1788). Com suplementos, editados e apresentados por Dirk Fleischer (HISTORY OF RELIGION OF THE EARLY NEW TIME, Volume 7), Nordhausen 2010. ISBN 978-3-88309-501-1.
- Letztes Glaubensbekenntniß übernatürliche und christliche Religion. Com suplementos, editados, comentados e apresentados por Dirk Fleischer (HISTORY OF RELIGION OF THE EARLY NEW TIMES, Vol. 12), Nordhausen 2012.
- Unterhaltungen mit Herrn Lavater, über die freie practische Religion; auch über die Revision der bisherigen Theologie. Editado e apresentado por Dirk Fleischer (= EARLY MODERN RELIGION HISTORY, Volume 13). Nordhausen 2012.
- Joh. Moritz Schwager: Beytrag zur Geschichte der Intoleranz oder Leben, Meynungen und Schicksale des ehemaligen Doct. der Theologie und reformirten Predigers in Amsterdam Balthasar Bekker meist nach kirchlichen Urkunden. Com um prefácio Mr. Doct. Joh. Salomo Semlers de uma edição melhorada do mundo encantado que será publicada em breve sob sua supervisão (Leipzig 1780). Editado e apresentado por Dirk Fleischer (= EARLY MODERN RELIGION HISTORY, Volume 18), Nordhausen 2013.
- D. Johann Salomo Semlers Versuch einiger moralischen Betrachtungen über die vielen Wundercuren und Mirackel in den ältern Zeiten; zur Beförderung des immer bessern Gebrauchs der Kirchenhistorie (1767), heditado e introduzido por Dirk Fleischer (= pense na história. Textos sobre os fundamentos da formação do significado histórico nos tempos modernos, vol. 2). Nordhausen 2014, pp. VII-XXVII.
- Johann Salomo Semler: Ob der Geist des Widerchrists unser Zeitalter auszeichne? in freimütigen Briefen zur Erleichterung der Privatreligion der Christen (1784), com anexos, editado, comentado e apresentado por Dirk Fleischer (Religionsgeschichte der Frühe Neuzeit, Vol. 21), Nordhausen 2015.
- Hrn. Caspar Lavaters und eines Ungenanten Urtheile über Hrn. C. R. Steinbarts System des reinen Christenthums. Com muitos acréscimos de D. Joh. Sal. Semler (Halle 1780), Nordhausen 2015.